# Yanai
Yanai (柳井市, Yanai-shi) és una ciutat de la prefectura de Yamaguchi, al Japó.
El febrer de 2006 tenia una població estimada de 33.285 habitants. Segons dades de 2013, té una àrea total de 139,91 km².

## Geografia
Yanai està situada al sud-est de la prefectura de Yamaguchi. L'illa de Heigun pertany a la municipalitat de Yanai.

## Història
Yanai fou fundada el 31 de març de 1954. El 21 de febrer de 2005 el poble d'Ōbatake es fusionà amb Yanai.